# Карамишево (Калінінградська область)
Карами́шево (рос. Карамышево) — селище Озерського міського округу, Калінінградської області Росії. Входить до складу Гавриловського сільського поселення.
Населення — 489 осіб (2015 рік).

## Населення
| 2002 | 2010 |
| ---- | ---- |
| 465  | ↗489 |